# ARIMA
ARIMA (zkratka anglického AutoRegressive Integrated Moving Average, „autoregresní integrovaný klouzavý průměr“) je třída modelů časových řad, sloužících k pochopení vlastností časových řad a k předpovědi jejich chování do budoucnosti. Model ARIMA má tři části:
- autoregresní (AR) vyjadřuje, že část hodnoty časové řady se dá vysvětlit jako lineární kombinace minulých hodnot (tedy regrese „sama na sebe“, odkud je řecká předpona auto-, sám-). Řád AR složky se označuje p a vyjadřuje kolik časových intervalů zpět se tato složka modelu „dívá“. Například p = 2 znamená, že současnou hodnotu řady vysvětlujeme pomocí minulé a předminulé hodnoty, tedy maximálně dva kroky dozadu.
- integrační (I) znamená diferenci časové řady před aplikací modelů AR a/nebo MA. Řád integrační složky se značí d a znamená, kolikrát po sobě se diference aplikuje.
- klouzavé průměry (MA) vyjadřuje, že část chyby (rezidua) časové řady se dá vysvětlit jako lineární kombinace minulých chyb. Řád MA složky se označuje q a (podobně jako u AR parametru p) vyjadřuje z kolika časových intervalů v minulosti se chyby v modelu uplatní.

Celkem se model podle svých řádů značí ARIMA(p,d,q). Pro vystižení sezonality časových řad se základní model může doplnit ještě ARIMA modelem sezónní složky, jehož parametry se značí velkými písmeny a uvádějí v další závorce, celkem tedy ARIMA(p, d, q)(P, D, Q). Pokud je řád některé složky modelu nula, odpovídající část zkratky se může vypustit a například místo ARIMA(1, 0, 2) psát jenom ARMA(1, 2) nebo místo ARIMA(0, 0, 2) jen MA(2).
Modely ARIMA se odhadují takzvanou Boxovou–Jenkinsovou metodou, kterou navrhli George Box a Gwilym Jenkins. Ta má tři kroky:
1. Identifikace a výběr řádu modelu. Tato část analýzy má zjistit, jaké hodnoty řádů p, d, q resp. P, D, Q se mají nastavit. Zde se využívá analýzy autokorelací a parciálních autokorelací zkoumané časové řady.
2. Odhad regresních koeficientů, obvykle metodou maximální věrohodnosti
3. Testování modelu, především stacionarity jeho reziduí.